# 정언각
정언각(鄭彦慤, 1498년 ∼ 1556년 8월 29일)은 조선의 문신이다. 본관은 해주, 자는 근부(謹夫), 호는 고죽재(孤竹齋)이다. 연산군 때의 문신 정희량의 조카이고, 임진왜란 때의 의병장 정문부의 할아버지이며, 노량진 해전에서 전사한 방덕룡의 외조부가 된다. 
생원시에 합격하고 1533년 문과에 급제한 후 사간원과 홍문관의 직책을 거쳐 호조참판, 관찰사 등을 역임했다.

## 생애
할아버지는 철원도호부사를 지내고 증 가선대부 도승지 경연참찬관에 추증된 정연경(鄭延慶)이며 아버지는 성균관진사로 사후 증 가선대부 이조참판 동지의금부사와 증 이조판서에 추증된 어은 정희검(漁隱 鄭希儉)이고, 어머니는 평산신씨로 생원 신승준의 딸이다. 조선 연산군 때의 문신 정희량은 그의 백부가 된다. 문종의 딸 경혜공주의 남편 영양위 정종은 그의 종고조부 정충경의 아들이다. 좌찬성 대제학을 지내고 영의정에 추증된 정도공 정역의 5대손이다.
숙부 허암 정희량이 자신의 어머니이자 그의 할머니 청주경씨의 묘소 시묘살이를 하다가 실종된 후, 아버지 정희검은 친형 정희량을 의관장을 하다가 고양에 설단하고 봉제사하였다. 부인은 고령신씨로 신공제의 셋째 딸이며, 신숙주의 종증손녀가 된다.
1516년(중종 11) 생원이 되고, 1533년 별시문과에 을과로 급제하였다.
처음 예문관(藝文館)에 뽑혔다가 얼마 후에는 홍문관(弘文館)에 발탁되었다. 다시 예문관검열이 되었다가 사헌부의 탄핵을 받고 체직되었다. 이후부터 오랫동안 경연(經筵)에 있었고 여러번 시강원(侍講院)에 옮겨 임명되었으며, 네 차례나 조정의 기강을 진작시키고 여섯 차례나 간관(諫官)의 임무를 다하였다. 이후 인종 때 홍문관 직제학 지제교 겸 경연 시강관(守弘文館直提學知製敎兼經筵侍講官)으로 춘추관편수관을 겸임하여 중종실록의 편찬에 참여하였다.
1546년(명종 1) 직제학으로 춘추관편수관을 겸하여 『중종실록』 편찬에 참여하였고, 사옹원정·검상·사인 등을 지냈다. 1547년 일본 사신 안심동당이 조선에 찾아오자, 선위사가 되어 무역 협상을 맡아보았다.
1547년 부제학으로 재임 중에 전라도 양재역(良才驛)에서 문정왕후(文定王后)와 권신 이기(李芑) 등을 비난하는 내용의 벽서를 발견하고 왕에게 바침으로써 정미사화(丁未士禍)를 일으켰다. 이후 전라도관찰사, 1549년 경기도관찰사를 지냈다.
1550년 한성부우윤, 1551년 전라도관찰사를 지냈다. 1552년 동지중추부사 재임 시절 성절사(聖節使)가 되어 명나라 북경에 다녀왔다. 1553년 경상도관찰사로 부임했다. 1555년 호조참판이 되었다.
이후 경기도관찰사를 역임하고, 1556년 8월 23일 졸하였다. 낙마 사고 후 말발굽으로 인한 상처가 나 사망했다 한다.
사후, 산소는 그해 10월에 경기도 양주군 장흥면 부곡리 서쪽, 내서산 은행정(銀杏亭) 자좌(子坐)에 쌍분으로 정하였다.

## 가족 관계
- 조부 : 정연경(鄭延慶)
  - 아버지: 정희검(鄭希儉, 1472년 11월 11일 ~ 1544년)
  - 어머니 : 평산 신씨((1473년 2월 ~ 1527년) - 신승준(申承濬)의 딸
    - 누이 : 이규 (李珪)의 처, 익안대군 방의 5대손
    - 부인 : 고령 신씨 - 우참찬 신공제(申公濟)의 셋째 딸
      - 장남 : 정척(鄭惕, 1522년~1601년) - 경기도사(京畿都事), 중추부 첨지
        - 손자 : 정문영(鄭文英)
        - 손자 : 정수(鄭粹) - 돈녕부참봉(敦寧府參奉)

      - 차남 : 정구(鄭懼)
      - 삼남 : 정신(鄭愼)
        - 손자 : 정문부(鄭文孚)
        - 손자 : 정문익(鄭文益)

      - 사남 : 정핍(鄭幅)
      - 장녀 사위 : 김희순(金希舜)
      - 차녀 사위 : 이찬금(李纘金)
      - 삼녀 사위 : 방헌침(方獻忱)

## 미디어에서
- 여인천하 - 정승현

## 참고 자료
- 해주정씨 대종친회 8세 정언각 고죽재공 보관됨 2015-05-18 - 웨이백 머신